# Karl Rudberg (militär)
Karl Gustaf Rudberg, född den 9 augusti 1886 i Stockholm, död där den 2 mars 1961, var en svensk sjömilitär. Han var son till läkaren Karl Leonard Rudberg och dennes maka Ingeborg Wiechel.
Rudberg blev underlöjtnant i flottan 1906, löjtnant 1908 och kapten 1916. Han var chef för kustflottans flygavdelning 1928–1931, chef för torpeddepartementet vid Stockholms örlogsvarv 1930–1931 och 1936–1941 samt chef för flygplanskryssaren Gotland 1934–1935. Rudberg befordrades till kommendörkapten av andra graden 1928, av första graden 1933 och till kommendör i marinen 1941. Han lämnade sistnämnda år aktiv tjänst och blev kontrollofficer till Utrikesdepartementets förfogande för lejdtrafik. Rudberg var ordförande i Stockholms Flygklubb från 1936. Han invaldes som ledamot av Örlogsmannasällskapet 1927. Rudberg blev riddare av Svärdsorden 1927 och av Vasaorden 1932. Han vilar på Galärvarvskyrkogården.